# 富野駅
富野駅（とみのえき）は、福島県伊達市梁川町舟生にある阿武隈急行線の駅である。キャッチフレーズは、「絹の里」。

## 歴史
- 1988年（昭和63年）7月1日：開業[1][2]。

## 駅構造

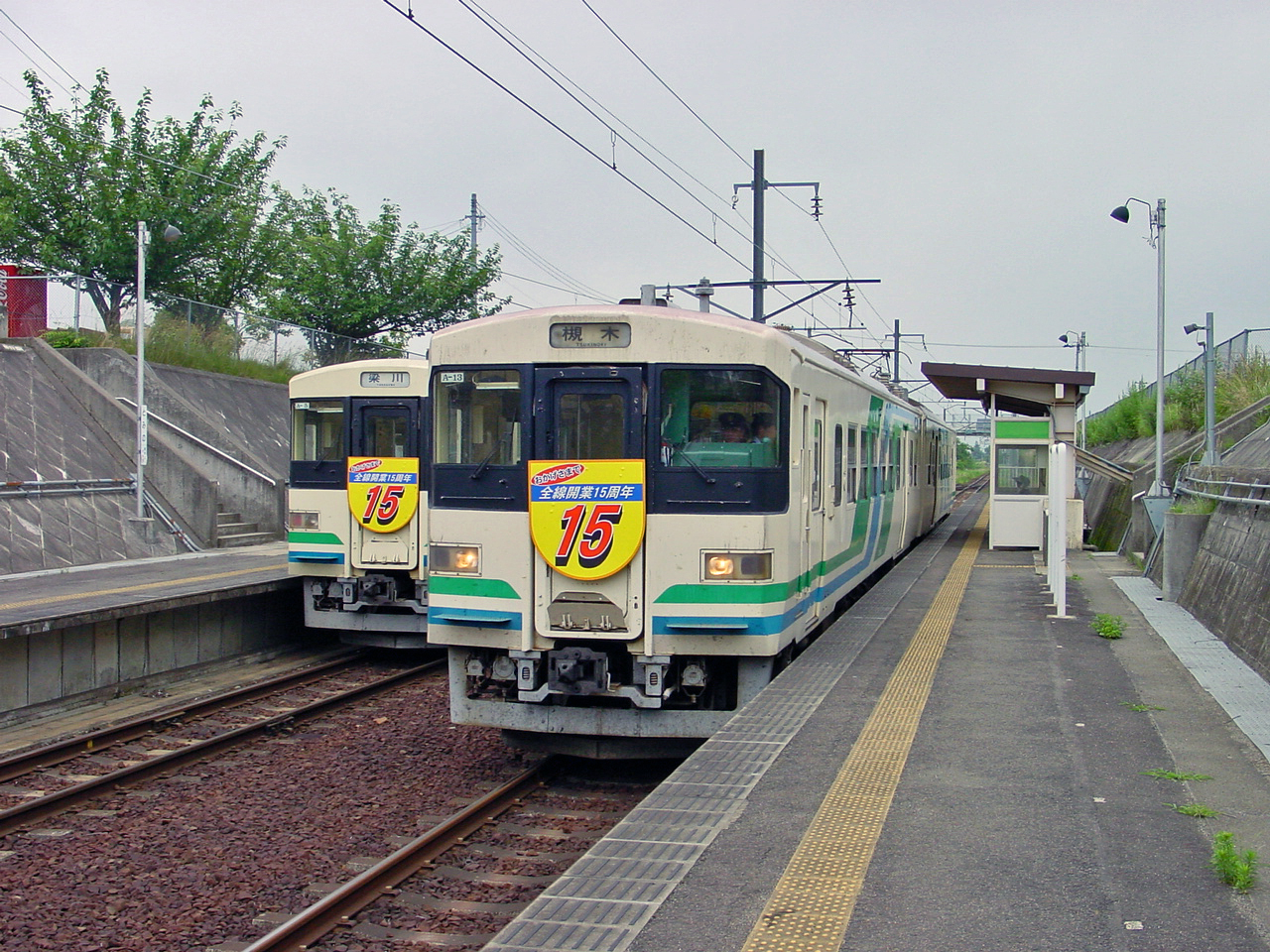
ホーム（2003年7月）

相対式ホーム2面2線の地上駅で、無人駅である。ホームには構内踏切が設置されている。
下り列車は上り本線にも進入することができるため、折返し運転ができる構造になっており、福島方面への折り返し列車が多く設定されている。ただし夜間滞泊は行われておらず、当駅到着後に次の営業運用がない一部列車も当駅から梁川の車庫に回送される。

## 利用状況
- 阿武隈急行 - 2016年度の1日平均乗車人員は、25人である[3]。
- 近年の乗車人員は以下の通りである（いずれも1日平均）。

| 乗車人員推移 | 乗車人員推移     |
| 年度         | 一日平均乗車人員 |
| ------------ | ---------------- |
| 2000         | 79               |
| 2001         | 85               |
| 2002         | 79               |
| 2003         | 74               |
| 2004         | 66               |
| 2005         | 63               |
| 2006         | 52               |
| 2007         | 49               |
| 2008         | 49               |
| 2009         | 44               |
| 2010         | 36               |
| 2011         | 33               |
| 2012         | 38               |
| 2013         | 41               |
| 2014         | 33               |
| 2015         | 33               |
| 2016         | 25               |

## 駅周辺
田園風景が広がる。駅から西へ進むと阿武隈川に、東へ進むと宮城・福島県道101号線に至る。所々に民家が建っている。
- 昌源寺
- 宮城県道・福島県道101号丸森梁川線
- 阿武隈川

## 隣の駅
阿武隈急行
■阿武隈急行線
やながわ希望の森公園前駅 - 富野駅 - 兜駅